# Miss Dominique
Miss Dominique, de son vrai nom Dominique Michalon, née le 7 septembre 1978 à Sarcelles, est une auteur-compositeur-interprète française.
Après avoir commencé une carrière sous le nom de scène Beth-Sheba, elle se fait connaître du grand public en participant à la quatrième édition de l'émission de télé-crochet Nouvelle Star, dont elle est finaliste. Une femme battante, son premier album pour Sony BMG, sorti en 2006, est certifié disque d'or. Les ventes du disque dépassent les 130 000 exemplaires, il est certifié disque d'or par le SNEP. Lors des Victoires de la musique 2007, Miss Dominique remporte le prix de l'« artiste révélation du public de l'année ».

## Biographie

### Jeunesse
Les parents de Dominique Michalon sont originaires de la Martinique. De confession protestante, ils l'inscrivent dans une chorale de gospel. Elle donne ainsi dès l'âge de huit ans son premier concert avec les Bébés chérubins de Sarcelles. Sa famille s'installe ensuite en Martinique, où la jeune fille se passionne pour les musiques soul et jazz grâce aux disques de chanteuses telles Ella Fitzgerald et Sarah Vaughan, qu'elle emprunte dans une bibliothèque municipale. Elle se produit dans des clubs avec des orchestres locaux. Après la mort de ses parents, elle obtient une bourse et intègre l'École Supérieure du Spectacle de Paris. Elle effectue également un séjour à La Nouvelle-Orléans.

### Début de carrière
De retour en région parisienne, elle est employée en tant que coiffeuse. Elle adopte le pseudonyme Beth-Sheba et se produit au sein de son groupe Gospel Wave Singers, groupe qui assure les premières parties de divers artistes, notamment Manu Dibango et Ray Charles. Beth Sheba réalise deux albums pour de petits labels, dont Chans' Ou an Destiné sorti en 1998 chez Blue Silver.
Après avoir vu des candidats de l'émission de TF1 Star Academy chanter en compagnie de Tina Turner, elle décide, en 2006, de participer à la 4e saison de l'émission de télévision de télé-crochet Nouvelle Star, diffusée par la chaîne française M6. Elle séduit le jury lors du casting et atteint la finale de l'émission, où elle s'incline face à Christophe Willem, ce qui lui permet néanmoins de prendre part à la tournée estivale de la Nouvelle Star et de signer un contrat avec le label Sony BMG. L’interprète enregistre le titre collectif J'irai chanter aux côtés notamment de Gaël Faure, Cindy Santos et Christophe Willem sur le label Sony BMG. Écrite par Marie-Jo Zarb, Laura Marciano et Simon Caby, la chanson atteint la 8e place des classements français. Elle est également no 19 en Belgique et no 35 en Suisse.

### Albums et prestations télévisées
La chanteuse change alors de nom de scène, adoptant le pseudonyme Miss Dominique[Quand ?]. Les singles, Puisque tu me vois d'en haut, Doudou et Quand tu seras prêt, tous  écrits et composés par Miss Dominique, ainsi que la reprise It's a Man's Man's Man's World sont extraits de Une femme battante, son premier album enregistré pour Sony BMG. Les ventes du disque dépassent les 130 000 exemplaires, il est certifié disque d'or par le SNEP. Lors des Victoires de la musique 2007, Miss Dominique remporte le prix de l'« artiste révélation du public de l'année ». Le single C'est trop (Philippe Latger / Rémi Lacroix) est extrait de l'album Si je n'étais pas moi, sorti en juin 2009. La chanteuse, qui a écrit les paroles de huit des douze titres, effectue son retour sur scène dans la salle parisienne de l'Alhambra.
À partir du 26 février 2010, Miss Dominique participe à l'émission de téléréalité La Ferme Célébrités en Afrique sur TF1 après l'abandon des candidates Célyne Durand et Adeline Blondieau. La chanteuse est éliminée au bout d'une semaine, le 5 mars 2010.
Elle fait ensuite une furtive apparition sur le plateau de Vous êtes en direct, sur NRJ 12, en 2013[pertinence contestée].
En 2021, elle participe à l'émission La France a un incroyable talent sur M6. Après avoir interprété la chanson I Have Nothing de Whitney Houston, elle obtient les 4 « oui » du jury, dont Marianne James qu'elle retrouve quinze ans après sa participation à Nouvelle Star. Elle accède à la demi-finale.

## Influences et style artistique
Durant son enfance, un disque de Judy Garland lui donne pour la première fois envie de chanter. Par la suite, Miss Dominique est influencée par des chanteuses gospel, notamment Mahalia Jackson. Elle déclare s'intéresser également à des artistes comme Tina Turner, ou encore Aretha Franklin.

## Vie privée et activités annexes
En 2008, la chanteuse décide de suivre un régime sur les conseils de son médecin et perd 50 kg en l'espace d'un an. En 2010, elle révèle dans l'émission La Ferme Célébrités qu'elle a perdu 70 kg.
Miss Dominique chante pour l'investiture de Nicolas Sarkozy au Palais omnisports de Paris-Bercy le 29 avril 2007.
En janvier 2010, Miss Dominique participe à l'enregistrement de la chanson caritative 1 Geste pour Haïti chérie, réalisée par un collectif d'artistes français en faveur des victimes du séisme en Haïti.
Apres s'être formée dans plusieurs écoles de jazz à Paris, Miss Dominique ressort diplômée en musique de l'Université d'Orsay et du Conservatoire de Mantes-la-Jolie[réf. nécessaire].
Entre septembre 2017 et juin 2018, elle est professeur de chant à l'école bilingue de Berkeley en Californie[réf. nécessaire].
Miss Dominique a trois enfants : un fils, Jeffrey et deux  filles, Judith et Janet.

## Discographie

### Albums
- 1998 : Chans' Ou an Destiné (Blue Silver)
- 2006 : Une femme battante (Sony BMG)
- 2009 : Si je n'étais pas moi (Sony BMG)

### Singles
- 1999 : Coté Mwen (Blue Silver)
- 2006 : It's a Man's Man's Man's World (Sony BMG)
- 2006 : Puisque tu me vois d'en haut (Sony BMG)
- 2007 : Doudou (Sony BMG)
- 2009 : C'est trop (Sony BMG)

### Participations
- Interprète Can You Feel It en duo avec Christophe Willem sur son single Sunny (2006, Sony BMG).
- Chante sur Un geste pour Haïti chérie (2010, Trace).
- J'irai chanter, single promo de la saison 4 de La nouvelle star.

## Récompenses
- Victoire de la musique en 2007 dans la catégorie « Révélation de l'année ».
- Prix SACEM conseil général de la Martinique en 2007[réf. nécessaire].
- Disque d'or pour Une femme battante (2006).

## Tournées
- 2011 : Tribute To The Queens[12]